# Partillerocken
Partillerocken är en rockbandstävling grundad av fritidsledaren Håkan Fransson på Partille fritidsgård. Första tävlingen arrangerades 1992. Flera av deltagarna har genom Partillerocken fått en viktig skjuts i karriären, till exempel Lok, USCB Allstars, Hyperhug, Boogieman och Kaross.

## Vinnare
- 1992: Horsemolesters
- 1993: Brutus
- 1994: Hyperhug
- 1995: Lok
- 1996: Funkforce
- 1997: USCB Allstars
- 1998: -
- 1999: One Minute Left
- 2000: Carizma Rain
- 2001: Boogieman
- 2002: Dog Almighty
- 2003: Quench
- 2004: Shadowbuilder
- 2005: Kaross
- 2006: When the Circus Came to Town
- 2007: Bella Boop and the Robbers
- 2008: Killing on Impulse
- 2009: Eburnia
- 2010: Fading Friend
- 2011: Beyond Sanity
- 2012: All there is
- 2013: Spine
- 2014: Ignore the Elephant
- 2015: Skamvrån
- 2016: Color me in